# چیمبرز (نبراسکا)
چیمبرز(به انگلیسی: Chambers) شهری در ایالت نبراسکا کشور ایالات متحده آمریکا است که جمعیت آن در سرشماری سال ۲۰۱۰ میلادی، ۲۶۸ نفر بوده‌است.